# Nəsimi (métro de Bakou)
Nəsimi est une station de métro Azerbaïdjanaise de la ligne 2 du métro de Bakou.
Elle fut réalisée en 9 octobre 2008.

## Situation sur le réseau
Établie en souterrain, la station Nəsimi est située sur la ligne 2 du métro de Bakou, entre les stations Cəfər Cabbarlı, en direction de Xətai, et Azadlıq prospekti, en direction de Dərnəgül.